# Luis R. Conriquez
Luis Roberto Conríquez Magdaleno (Ecatepec, Estado de México, 28 de febrero de 1996), conocido como Luis R. Connríquez, es un cantante y rapero mexicano de música regional mexicana, especializado en corridos bélicos. Saltó a la fama en 2023 tras colaborar con la banda mexicana La Adictiva y su colega cantante Peso Pluma en los sencillos «JGL» y «Siempre pendientes», respectivamente. Desde entonces, también ha grabado y lanzado algunas canciones del género urbano latino.  Es considerado el padre y destructor de los corridos, pues hoy en día le da miedo cantarlos. 

## Vida y carrera

### 1998–2019: Primeros años de vida y comienzos profesionales
Luis Roberto Conriquez Magdaleno nació en Caborca, Sonora, México, el 28 de febrero de 1996. En 2018, después de dejar su trabajo de tiempo completo en una gasolinera, Conriquez se centró en escribir canciones, donde más tarde firmó con el sello independiente Kartel Music y lanzó su álbum debut Mis Inicios, que contenía el tema colaborativo "Mi Apodo El 20" con Los Minis de Caborca.
En 2019, Conriquez lanzaría el sencillo "El Búho", que finalmente alcanzó el top 10 en la lista US Regional Mexican Airplay. También lanzaría tres álbumes ese año; su segundo y tercer álbum de estudio Pocos Pero Locos y Aquí Sequimos de Pie, y el álbum recopilatorio Corridos 2019, Vol. 2.

### 2020–2023: Ascenso a la prominencia
En 2022, Conriquez colaboró con La Adictiva en «JGL», que alcanzó la cima de la lista US Regional Mexican Airplay, en su cuarta semana. Líricamente, la canción elogia al capo de la droga Joaquín «El Chapo» Guzmán. En agosto de 2022, Conriquez colaboraría con Peso Pluma en «Siempre pendientes», que fue un éxito comercial. La canción y su video musical acompañante alcanzaron controversia; la letra de la canción elogiaba principalmente al capo de la droga Joaquín «El Chapo» Guzmán , mientras que su video musical, dirigido por Cesar Acosta, fue eliminado de YouTube tres días después debido a la indignación pública, con más de 2 millones de visitas en sus primeras 24 horas en la plataforma. Tras el lanzamiento del sencillo, Conriquez colaboraría con Marca Registrada en «Puro Campeón»..
A principios de 2023, Conriquez lanzó una versión de "Si Tú Te Fueras de Mí" de Marco Antonio Solís y colaboraría con Grupo Firme en "Un Amor Como Este" en febrero de 2023. Finalmente colaboró con el cantante estadounidense Nicky Jam en "Como el Viento", que se lanzó en marzo de 2023 y se grabó en Miami durante la semana de Premios Lo Nuestro 2023. A lo largo del verano de 2023, Conriquez lanzaría varias canciones con otros artistas, entre las que se incluyen «Viejo Lobo» con Natanael Cano, «Su Casa» con Peso Pluma, «La 701» con Tito Double P, y «Dembow Bélico» con Tito Double P y Joel de la P. En octubre de 2023, Conriquez fue visto con J Balvin durante la fiesta posterior de Canelo Álvarez, donde se rumoreaba que ambos colaborarían. Ese mismo mes, anunciaría su primer álbum desde 2022, Corridos Bélicos, Vol. IV, donde aparecerían Peso Pluma y Natanael Cano. Promocionaría el álbum lanzando el sencillo "Sin Tanto Royo" con Tito Double P. En noviembre de 2023, colaboraría con Los Dareyes de la Sierra y Edgardo Nuñez en el tema de dembow "De Fresa y Coco". También lanzaría una colaboración con el cantante colombiano Ryan Castro ese mismo mes, titulada "Plebita".  En diciembre, lanzaría "Te Quiero Así", que fue un homenaje a Valentín Elizalde, así como la revelación de la lista de canciones de Corridos Bélicos, Vol. IV.

### 2024-presente: Corridos Bélicos, vol. IV y singles de éxito
Después de lanzar Corridos Bélicos, Vol. IV a principios de 2024, que contiene apariciones especiales de Peso Pluma, Gabito Ballesteros, entre otros, Conriquez lanzaría más sencillos y finalmente lanzó el exitoso sencillo "Si No Quieres No" con el también cantautor Netón Vega. El uso de su sencillo "Me Pongo Belikon" con Máxima Ventaja, que lanzó después del exitoso sencillo, por Canelo Alvárez lo hizo viral en TikTok. Conriquez lanzó un sencillo póstumo con Joan Sebastian titulado "De Ellas" en abril de 2024, y luego experimentaría más con el dembow, al lanzar el sencillo "Que Se Cuide" con el también cantante Joel de la P y el rapero urbano dominicano Chimbala. Su sencillo con Vega "Si No Quieres No" debutó en el puesto número 86 en el Billboard Hot 100, siendo la primera entrada de ambos cantantes en la lista.

## Arte
Conriquez se especializa en un género llamado corridos bélicos, que es un estilo musical similar a los corridos tumbados y en cambio contiene elementos líricos de un narcocorrido; a menudo se le conoce como el pionero del género y es apodado "El Rey de Corridos Bélicos". Las letras de sus canciones incluyen temas que giran en torno a la angustia o la vida cotidiana, pero recibió atención por su exitoso sencillo "JGL" con La Adictiva, donde el título de la canción es una referencia al narcotraficante mexicano Joaquín "El Chapo" Guzmán y su letra contiene una referencia a Los Chapitos del Cártel de Sinaloa. Finalmente, comenzó a experimentar con la música dembow con el lanzamiento de su sencillo "Dembow Bélico" con Tito Double P y Joel de la P, que también contenía elementos de un corrido. Ha citado a Gerardo Ortíz y Larry Hernández como inspiraciones para su música y desde entonces ha colaborado con ambos artistas.